# 昭和元禄落語心中
『昭和元禄落語心中』（しょうわげんろくらくごしんじゅう）は、雲田はるこによる日本の漫画で『ITAN』（講談社）2010年零号（創刊号）から2016年32号まで連載。第17回文化庁メディア芸術祭マンガ部門優秀賞、第38回（2014年度）講談社漫画賞一般部門、「落語を巡る愛憎劇に高座の巧みな描写を織り交ぜた清新な表現に対して」2017年、第21回手塚治虫文化賞新生賞をそれぞれ受賞している。
2014年12月にテレビアニメ化が発表され、まず第1期が2016年1月から3月にかけて放送され、第2期が2017年1月より3月にかけて放送された。
2018年にNHKでテレビドラマ化され、同年10月12日から12月14日までNHK総合「ドラマ10」で放送された。
2023年4月、『BE・LOVE』（同）5月号に「昭和元禄落語心中 番外篇 〜栃木市立美術館展覧会レポ〜」を掲載。雲田が観光大使を務める栃木市の栃木市立立美術館の開館記念展「明日につなぐ物語」にて、本作が展示されることを記念して執筆された、描きおろしのコラムである。
2025年にミュージカル化。テレビドラマ版に出演した山崎育三郎が企画し、ミュージカル版でも助六役で出演。ミュージカル化を記念して、『BE・LOVE』2025年5月号に番外編が掲載された。

## あらすじ
戦前からバブル以降まで、細やかな表現を特徴とする孤独・孤高な男と、対照的な立場・才能の持ち主とが同門で出会い、落語の将来不安とそれぞれの芸を追求する流れの中で、同門関係・色街と男女・疑似家族・ファンなどが絡まりながら、男達の話芸・落語への存在のかけ方が描かれる。
話は江戸落語界で昭和後期の名人と弟子の出会いに始まり、名人の孤独の形成される過去話となる戦前から戦後に飛び、再び昭和に戻ってバブル前後から、明白となった落語衰退時期へとつながり、名人の孤独・孤高な芸風と生き方と落語界の衰退とがより強く関わり合う。
与太郎放浪篇
単行本第1巻から第2巻に収録。舞台は昭和50年代頃。落語が絶頂期を過ぎ、テレビや漫才ブームに圧されていた時代。
刑務所帰りの元チンピラ・強次は、1年前に慰問で訪れた八代目有楽亭八雲演じる落語『死神』を聞いて感動し、出所後そのまま八雲が出演している寄席に押しかけて弟子入りを申し出る。それまで「弟子は取らない」と言ってきた八雲だが、彼なりの考えで強次は付き人として行動を共にすることを許され、与太郎の名を与えられる。
八雲の家に住み込むことになった与太郎は、八雲の養女・小夏と出会い、彼女の実父で早逝した天才落語家・二代目有楽亭助六の芸風を気に入り、自らの芸に取り入れ精進するが、同時に助六の死と八雲、小夏にまつわる因縁の一端を徐々に知ることとなる。
ある日与太郎は、八雲の独演会で助六の落語をした上に練習不足から前座にもかかわらず舞台を冷めさせてしまう。さらに舞台の袖で居眠りしてしまい、激怒した八雲に破門されてしまう。雪の積もる夜、小夏立ち合いの下で必死に復帰を願い出る与太郎に対し、八雲は「破門しない代わりに3つの約束を守ること」を彼に命じ、自身と助六についての長い昔語りを始めた。
八雲と助六篇
単行本第2巻から第5巻に収録。舞台は太平洋戦争前から、昭和30年代頃の「落語黄金期」まで。
望まぬ落語界への入門を強いられ、また落語が上達しないことに日々苦悩し続けていた若き日の八雲・菊比古と、天才肌で華のある落語家としてめきめきと人気・実力をつけてゆく初太郎改め二代目有楽亭助六。繊細で陰のある菊比古に対し、粗暴で明朗快活な助六という対照的な性格ながら、同い年で同じ日に師匠・七代目有楽亭八雲門下に入り、共に黄金期の落語界を支えた2人の青春模様と因縁、みよ吉と助六の最期の真相が明らかにされる。
助六再び篇
単行本第5巻以降に収録。舞台は昭和末期から平成初期頃。バブル景気およびその崩壊直後。
落語人気が完全に下火となり、都内に寄席が1軒だけになり落語の話題と言えばかつての名人の訃報ぐらいしかなかったこの時期、芸を磨いた与太郎は真打に昇進し、小夏の実父の名跡を継いで三代目助六を名乗ることに。その頃小夏は未婚者で妊娠し、見かねた助六から夫婦になろうと迫られる。戸惑う小夏に対し、助六は天涯孤独の身の上から「家族」への強いあこがれを口にする。
一方、過去の因縁と迫り来る老いと1人孤独に葛藤していた八雲を病魔が襲う。小夏の息子・信之助の誕生、落語保存の活動を始めた作家・樋口の出現など、否応なく進んでゆく時代の流れに巻き込まれながら変化してゆく八雲、助六、小夏の人生と、八雲が一度は自らと共に葬り去ろうとした「落語」の行く末が描かれる。

## 登場人物
声はアニメ版の声優、演はドラマ版、ミュはミュージカル版の俳優。なお、本作品は時代の異なる3つの篇からなっているため時期によって高座名の異なる人物がいる。

### 主な登場人物
与太郎（よたろう） / 三代目 有楽亭 助六（ゆうらくてい すけろく）
声 - 関智一
演 - 竜星涼 / ミュ - 黒羽麻璃央
『与太郎放浪篇』と『助六再び篇』の主人公。元チンピラ。年齢は入門直後で22歳。通称は「与太（ヨタ）」「ヨタちゃん」「ヨタさん」など。本名は強次（きょうじ）。「だべ」、「だど」など東北あるいは関東方言のような語尾を使う。お調子者で人懐っこく、自他ともに認める単純な性格だが、他者に強く共感する優しさを持っており、涙もろい所もある。兄貴曰く「一度受けた恩は犬ッコロのように忘れない」。
刑務所で服役中に聴いた八代目八雲の死神に感動し「出所後の行くべき所」と決め、「昭和最後の大名人」と称せられていた八代目八雲に弟子入りを志願。それまで1人の弟子も取ってこなかった八代目八雲が気まぐれでこれを許し、入門となる。落語好きの父親が居たが、幼少期に何らかの理由で後述のヤクザの兄貴に拾われ、数々の犯罪に手を染めながら育ってきたようである。入門時点では「天涯孤独の身」となっていて、本来なら仮出所も認められる模範囚であるにもかかわらず刑期満了での出所となったのは、引取り人がいなかったためである。
入門後はしばらく師匠・八雲から稽古をつけてもらえない日々が続く一方、小夏が肌身離さず持っていた彼女の亡父・二代目助六のネタ帳やレコードから二代目助六と自身との気質の近しさを感じ、小夏の教えも受けつつその芸風を取り入れる。結果的にこれが三代目助六襲名のきっかけとなる。
『助六再び篇』の冒頭で真打に昇進し、同時に三代目助六を襲名。ボサボサだった髪もこれに合わせ角刈りにしている。しかし相変わらず前座・二つ目時代の名前「与太郎」にちなんだ通称「与太（ヨタ）」と呼ばれる機会も多い。この頃、未婚の母になった小夏に「家族になる」ことを提案、小夏と結婚して一児の父親となる。また、背中にいわゆる「鯉金」の筋彫りがあったが、真打昇進を切っ掛けに色を入れて完成させた。しかしのちにこの入れ墨姿を写真週刊誌に隠し撮りされ「元ヤクザ」と書き立てられる。
「テレビで見ない日はない」と言われる程の人気落語家に成長したにもかかわらず、寄席に積極的に出演したり大師匠衆への気配りを忘れなかったりと、落語への真摯な姿勢は崩さない。師匠との「3つの約束」も忠実に守り続けている。
八雲からは「我欲がなさ過ぎて噺から本人の意思が伝わってこない」という欠点を指摘されるも、自分にとって一番楽しい落語を考えた末、完全に落語の登場人物になり切る（樋口曰く「純然たる落語のための容れ物」になる）という自分なりの芸風を確立する。
最終回では八代目八雲の十七回忌と新築の寄席のこけら落しを節目に九代目 有楽亭八雲を襲名し、亡き先代のスタイルを引き継いだのか一人称も『オレ』から『アタシ』に変わっている。
菊比古（きくひこ） / 八代目 有楽亭 八雲（ゆうらくてい やくも）
声 - 石田彰（幼少時：小林沙苗）
演 - 岡田将生（幼少時：大西利空） / ミュ - 古川雄大
「昭和最後の大名人」と称される人気落語家。住所にちなんで「向島のお師匠」とも。「おまいさん」「あすこ」など下町言葉を常用しており、戦前の風雅を漂わせている。常に仏頂面で他者を寄せ付けない雰囲気を醸し出しており、幼少時に負傷して右足が不自由な為に外では杖が手放せない。繊細かつ神経質な性格で芸事や礼儀作法には人一倍厳しく、辛辣で嫌味な物言いを多用する面を持つ一方、客人に対しては場面相応の愛想を欠かすことはない。弟子を取らないことで有名であったが、気まぐれで与太郎を弟子に迎え入れる。精悍な外見に似合わず、苦悩と葛藤に満ちた人生を歩んできたため、極めて気難しく多面的で複雑な内面を持つ。
芸風は古典落語一筋で、艶笑噺や廓噺、怪談噺を得意とし、殊に登場する女性の描写においては同業者をして「惚れてしまう」と言わしめるほど。一方で明るく声を張るような陽気な噺は出来ない事はないが、得意ではないとしている。歌や踊り、三味線といった落語以外の芸にも一通り精通しており、与太郎にもその稽古をつけている。樋口曰く、登場人物を完全に演じつつ落語を自己表現の道具として使いこなす「経験と鍛錬に裏打ちされた確たる技」の持ち主。
『八雲と助六篇』で与太郎に自分の過去を語る。
芸者の家に生まれ、男子ながら踊り子の修行をしていたが、足の怪我でこれを断念し、母親が世話になっていたという七代目八雲に引き取られる形で実家を追い出された。望まない形での入門となった落語には当初興味を持てなかったが、生来芸事が好きであったことと、兄弟弟子・初太郎（二代目助六）の落語に惹きつけられ落語を続けていく。戦時中は七代目八雲夫人の供で田舎に疎開して工場勤務をしながら地元の娘と交際していたが、終戦を機に交際していた娘と別れ、七代目八雲夫人と共に東京に戻り落語家の活動を再開し、帰国した七代目八雲と二代目助六を出迎えた。
七代目八雲の前座、二つ目時代、そして真打昇進後もしばらくは菊比古を名乗っていたが、二代目助六の死去後に八代目八雲を襲名。通称は「菊」「菊さん」などで、二代目助六からは「坊（ボン）」と呼ばれていた。
二つ目昇進後は師匠の下を離れ、狭いアパートで二代目助六と二人暮らしを始める。落語だけでは食べていけないので、食い扶持を稼ぐべく、師匠に隠れて銀座の洋食屋で給仕として働くなどしていたが、満足に修行もできない自分に対して、働きもせず金をせびっては遊んでばかりいる助六に嫉妬じみた忌々しさを感じるようになる。美男子なので女性のファンに慕われるが、生真面目で考え過ぎる性格が災いして客との距離感がつかめず、天才肌の二代目助六に大きく水をあけられ悩んでいたが、落語二つ目だけで演じた鹿芝居（若手落語家による芝居）「弁天娘女男白浪」では女形（弁天小僧）を演じて観客の喝采を浴び、これをきっかけに自身の芸風を確立する。
『助六再び篇』の冒頭では落語協会会長を務める「落語界の重鎮」という立場になっている。
二代目助六夫妻の死による深い心の傷を抱え込んだまま、自身の芸に衰えを感じつつも新作落語を嫌うなど頑なに変化を拒み、落語と共に心中するつもりでいた心境が、三代目助六や信之助、樋口などとの関わりにより揺れ動きを見せ始める。
初太郎（はつたろう） / 二代目 有楽亭 助六（ゆうらくてい すけろく）
声 - 山寺宏一（幼少時：立川こはる）
演 - 山崎育三郎（幼少時：南出凌嘉） / ミュ - 山崎育三郎
菊比古と同い年、同日入門の兄弟弟子。戦後、二つ目途中で助六を襲名。師匠・八雲からは「初太」と呼ばれ、菊比古からはその本名にちなんだ呼び名の「信さん」（ドラマ版では師匠と同じく初太）と呼ばれる。
明るく大らかな性格だが、大雑把で女好きかつ金にだらしなくいい加減なお調子者でもあり、菊比古から度々金をせびっていた。トラブルメーカーではあるものの人たらしでもあるのでどこか憎めない。
入門のきっかけは菊比古とは対照的で、自ら「八雲」の名跡が欲しいと七代目に入門を志願した。幼少の頃から寄せ場で育った天涯孤独の身だったが、そこで親代わりだった初代助六が毎日のように落語を聞かせていた影響から、入門の時点で既にいくつかの落語を諳んじることが出来るほどであり、また入門後も菊比古と違って学業などはせず落語漬けの毎日を送ってメキメキと才能を伸ばし、菊比古からは憧れと嫉妬の入り混じった感情を抱かれるほどであった。戦時中は七代目八雲のお供で日本軍の慰問のために満州に渡り、何度も死線を越えて来た。そこでの経験から「人の為に落語をやる」という使命を見出す。
戦後は、生来の溢れる才能に戦地での慰問の経験を加えた緩急自在の話術で瞬く間に頭角を現し、期待のホープとして注目を浴びるようになった。しかし、寄せ場育ちであったためか、身なりには無頓着で風呂もロクに入ろうとせず、伸ばし放題のボサボサ頭に無精ヒゲ、襟垢に塗れたヨレヨレの揃えに股引、下駄履きで平然と市中を歩き回り、寄席の稼ぎを質屋の借入を酒や女遊びに注ぎ込み、自分の分をわきまえず臆面も無く大ネタを掛けるなど、次第に人気があるのを良い事に増長するようになり、天才特有の協調性の無さと不敬とも言うべき反骨精神もあって稽古には参加しようとせず（それでいても本番には絶対成功させてはいたが）、上の師匠たちに目を付けられるようになり、特に礼儀作法に厳しい師匠たちからは、ことごとく毛嫌いされるなど問題行動ばかりを起こすようになる。
落語を生き残らせるためには伝統を守ると同時に変化を受け入れることも必要だと感じ、伝統を守る役目は菊比古のような落語家が担うべきだとして自身は世情に合わせて変化する新たな落語を志すが、真打の襲名の日に、落語協会会長の嫌味に腹を立て、彼への意趣返しのような形で会長の十八番である「居残り佐平次」を披露するが、その数日後に会長への無礼千万な不敬に激怒した師匠に呼び出される。何とか自分を諭そうとする師匠・八雲の心遣いも分からず、彼にとって因縁深い「助六」であったこともありその姿勢が師匠に認められず、「客」と「落語」の事ばかり考えるあまり処世術が下手で「自分の立場」に無頓着だった事が仇となり、互いに酒が入っていた事もあって口論の末に破門される。それも「有楽亭助六の看板を背負ったまま破門」という生殺しに等しい重罰を課され、寄席にも出られなくなった。
破門後は同じく菊比古にフラれてしまい傷心のみよ吉と互いの傷を舐め合うようにくっつき、彼女の元に転がり込む。夫婦となり逃げるように四国に渡るが、落語をしようとするとみよ吉が怒るので、落語から離れようとしつつも捨て切れないジレンマから、全く仕事をしないなど無気力状態が続いていた。自身を迎えに来た菊比古の説得により、再起の第一歩として旅館の大広間で菊比古との二人会を行うが、その夜に肘掛窓から転落しかけたみよ吉を助けようとして彼女諸共転落し、夭折する。かつては一世を風靡したほどの人気があったにもかかわらず、葬儀は喪主の菊比古、娘の小夏、松田の3人しかおらず、訃報は新聞にも載らないなどその最期は寂しくも儚く呆気ないものであった。
樋口の評によれば彼の落語は「全てが『助六』」であり、何を演じていても彼自身の個性が前面に出るため相性の合う噺は限られるが、その分相性の合う噺については強力な説得力を持つとされている。
みよ吉（みよきち）
声 - 林原めぐみ
演 - 大政絢 / ミュ - 明日海りお
菊比古と懇ろになっていた芸者。本名は百合絵（ゆりえ）。年齢は菊比古、二代目助六の5歳上。
四国出身。七代目八雲が満州で出会った当時は娼婦をしていて、七代目八雲の愛人となって内地に戻り、七代目から向島の置屋での芸者仕事を紹介されている。
満州で懇意にしていた男に捨てられ売られた経験から、人生に悲観的で芸者として修行中の身で特定の男性と付き合うのは、置屋では御法度だという決まりを知っておりながら男と逢引を楽しむなど、助六以上に破滅的で火遊びを好む危険な一面がある。
歌舞伎観劇で知り合った菊比古を気に入り、他の男連中と違って自分に色目を使わない彼と恋仲となるが、七代目八雲の命令で菊比古から悲痛な心境で別れを告げられる。その後当てつけのように、師匠から破門され傷心となっていた二代目助六との同棲を始め、小夏を妊娠。置屋の売上を持ち逃げした上で、2人で故郷の四国にやってくるが、菊比古との辛い別れから落語に嫌悪感を抱くようになっており、やがて落語を捨て切れず働きもしない二代目助六に愛想を尽かせ、小夏も捨てて家を出ていく。
菊比古と二代目助六が二人会を行うことを知りその場を訪れるが、その夜に諍いの末旅館の肘掛窓から転落し、命を落とす。
小夏（こなつ）
声 - 小林ゆう
演 - 成海璃子（幼少時：庄野凛） / ミュ - 水谷果穂
かつて稀代の天才と謳われながら早逝した落語家・二代目助六のひとり娘。両親を失い、父の兄弟弟子だった八代目八雲の養女となる。普段は八雲や母・みよ吉と馴染みの深いお栄が女将を務める料亭で女中として働いている。
『八雲と助六篇』で幼少時に菊比古（八代目八雲）と初めて会ったときは、働かない父親に代わって子供ながら蕎麦屋で素人落語を披露するなどしていた。
亡き実父を敬愛し、その落語を「最高」だったと言って憚らない一方、滅多に家に帰らず自分達を養うためとはいえ如何わしい仕事ばかりしていた実の母に対しては恨みを抱いており、実父と因縁深い養父・八雲のことは「おっさん」呼ばわりし、両親の事故死に関係していたことから「父ちゃんを殺した」と逆恨みに近い感情を抱いている。また八雲もそんな小夏を忌々しく感じている。
『助六再び篇』の冒頭で父親が不明の子を妊娠し、それを知った三代目助六に押される形で夫婦になる。出産を機に勤めていた料亭を辞め、長男・信之助の成長後は寄席で出囃子を務める。寄席が火事で無くなってしまった後は馴染みの喫茶店でパートをする。その際に三代目助六との子が出来たと報告する。
松田（まつだ）
声 - 牛山茂
演 - 篠井英介 / ミュ - 金井勇太
七代目・八代目と2代に渡り八雲の身の回りの世話や運転手をしている付き人。八代目八雲が気を許す数少ない人物のひとりで、小夏にとっても実質的な親代わりでもあった。八雲邸には住み込みではなく通いで勤めている。穏やかな物腰の好々爺ではあるが、与太郎（三代目助六）にお茶の淹れ方について「スパルタ」とも言えるような厳格な指導を施し、小夏が父親の分からない子供を宿し、その子を一人で産むと決めた時は烈火のごとく激怒するなど、決して甘いだけの人物ではない。
『八雲と助六篇』で戦前に少年時代の菊比古（八代目八雲）と初太郎（二代目助六）が七代目八雲の下に弟子入りした時には、すでに七代目の付き人をしていた。戦後、七代目八雲の死去を機に、体調を崩していた妻の看病のために一時期付き人を辞めているが、後に八代目の付き人となっている。
『助六再び篇』の冒頭では72歳であり、孫がいることが明かされている。実は、八代目が隠していた助六とみよ吉が旅館から転落死した夜の出来事の真相を知っており、完全ではないもののそれを三代目助六と樋口に教え、八代目が落語と心中しないように頼み込んだ。最終回では95歳という老齢でありながら健在。車椅子生活を送っている。その時に菊比古、初太郎の入門前に七代目・八雲に弟子入りをしたが、修行をしても芽が出ず、廃業をすることになり、その後七代目から世話係として雇って貰ったと言及した。

### 『与太郎放浪篇』から登場した人物
円屋 萬歳（つぶらや ばんさい）
声 - 茶風林
演 - 平泉成
上方落語家（ドラマ版では江戸落語家）。100人の弟子を持つ上方落語界の重鎮。本名淀川公男。八雲とは七代目・八代目を通じて毎年夏に京都で二人会を開催していた。
『与太郎放浪篇』においては、往時より衰えはあるものの落語を披露していたが、『助六再び篇』では既に故人となっている。『八雲と助六篇』には壮年期の萬歳が、幼少期の四代目萬月と思しき子供の写真を見せる場面が描かれている。
四代目 円屋 萬月（つぶらや まんげつ）
声 - 遊佐浩二
演 - 川久保拓司
萬歳の弟子であり息子。上方の落語家ながら、八代目八雲の落語に惚れ込んでおり、弟子入りを志願して何度も東京に通うも断られた過去を持つ。
『与太郎放浪篇』では、八代目八雲唯一の弟子となった与太郎に対し嫉妬し、毒づく場面が描かれていた。
『助六再び篇』では、東京と比べても衰退著しかった上方落語の将来を悲観し、父の死を機に落語家を廃業したことを明かす。落語家廃業中は、父の人脈を活かしテレビ出演にて生計を立てていたが、後に上方落語を後世に残す必要性を感じ始め、三代目助六との二人会で高座に復帰する。三代目助六に対しては妬みを残しつつも、認めるようになった。
お栄（おえい）
声 - 斎藤恵理
演 - 酒井美紀
小夏が勤めている料亭の女将。料亭はもともと置屋だったものが戦後の法規制（売春防止法）により鞍替えしたもので、『八雲と助六篇』においてはお栄は置屋の娘、また小夏の母・みよ吉はそこの芸者見習いという立場であった。城戸（ヤクザの親分）とは愛人関係にある。最終回の時点で小夏の口から既に故人である事が明らかになっている。
猫助師匠
声 - 林家しん平
東京の落語家。林家しん平はアニメ版の落語監修を担当している。
アマケン
声 - 山口勝平
演 - 夙川アトム
落語評論家。文芸評論家だった父・アマノ（声 - 山口勝平）以来親子2代にわたる八代目八雲の大ファンだが、助六の落語はお気に召さないのか、勢い任せとこき下ろす。無粋な物言いを嫌がる八雲当人からは嫌われている。
ヤクザ兄貴
声 - 加瀬康之
演 - 永岡佑
与太郎のチンピラ時代の育ての親。キザで義理堅く面倒見が良いが、ヤクザなので怒ると非常に怖い。与太郎が落語家に弟子入りしたという噂を聞きつけ、八雲邸に押しかけてチンピラ復帰を唆すが、居合わせた八代目八雲の計らいにより無理やり寄席に連れていかれ、彼の落語に対する情熱を理解して去っていった。その後は、与太郎のファンとなる。『助六再び篇』にも登場する。
アニさん
声 - 須藤翔
前座（与太郎）時代の三代目助六に、楽屋でのお勤めや振る舞いについて教育した先輩落語家。芸歴は三代目助六の5年先輩。気配りが出来る一方、八代目八雲からは「好かれる前座は出世しない」と皮肉られていた。実際、のちに与太郎が真打昇進・助六襲名を果たした際には、未だ二ツ目だったアニさんを追い抜く形となっている。

### 『八雲と助六篇』から登場した人物
樋口 栄助（ひぐち えいすけ）
声 - 矢野正明（八雲と助六篇）、関俊彦（助六再び篇）
初登場時は学生。資産家の長男に生まれた重圧から逃げるように、真打に昇進して間もない菊比古（八代目八雲）に弟子入りを志願するも断られた。
『助六再び篇』では人気作家になっている。芸者衆の通称は「ひーさん」。落語に深く精通していて、襲名して間もない三代目助六の御贔屓筋となる。
三代目助六に自作の新作落語を勧める等「落語の生きる道」の模索を提案したり、頑なに心を閉ざす八代目八雲に落語保存の協力を求める等、三代目助六たちと深く関わっていく。
名家の生まれではあるが妾腹のようで、実の母は幼少期に優しく接してくれたみよ吉だったのかもしれないと考えている。
七代目 有楽亭 八雲（ゆうらくてい やくも）
声 - 家中宏
演 - 平田満 / ミュ - 中村梅雀
菊比古と初太郎（二代目助六）の師匠。邸宅の場所は神楽坂。
菊比古の母親に昔世話になっていた縁から、ツテあって迎え入れた菊比古には高等科にも通わせるなど厚遇していた一方、周囲に反抗的で問題行動ばかり起こす初太郎（二代目助六）に対しては常に小言を言うなど菊比古ほどの厚遇はしなかった。ただし二代目助六に対しても「最後の弟子だ（から）特に目はかけてやりたい」と明かしており、最終的には変革と称して落語界の和を乱そうとする二代目助六と決裂するが、それ以前たびたびの素行不良で協会幹部から目を付けられていた助六を真打昇進に漕ぎ着けさせるまで尽力するなど弟子思いの師匠であった。なお菊比古と初太郎には複数の兄弟子がいたようだが、戦争中の混乱に伴って弟子を辞める者が相次ぎ、また初太郎・菊比古以降は弟子を取らなかったため七代目の弟子は2人だけとなっている。
戦時中は夫人と菊比古を田舎に疎開させた上で、初太郎とともに満州にて軍人たちを落語で慰問する旅に出るが、終戦後は命からがらで引き揚げてくることとなる。
十八番は「子別れ」。古典や落語界の格式や和を重んじる一方で、慰問先で出会ったみよ吉を愛人にするなど決して真面目一徹ではない一面も垣間見える。
助六破門後、妻に先立たれて精神的に弱り始め、菊比古との親子会での一席の後に倒れ、病床で自身と初代助六の因縁を菊比古に語った後に亡くなる。「有楽亭八雲」は作中の落語界においては有楽亭宗家の名であり、初代は寛政年間の人とされ、代々名人ばかりが継いできた大名跡である。七代目は六代目八雲の実子で、六代目によって八雲の名はさらに高まったが、七代目はそれを継いだ後に大名跡の重圧に悩んできた旨も明かし、自分には背負いきれなかったと悔いている。
初代 有楽亭 助六（ゆうらくてい すけろく）
声 - 神奈延年
演 - 柳家緑助（回想）
寄せ場で暮らしていた幼少期の初太郎（二代目助六）の親代わりだった男。天狗連にて「助六」を名乗って落語を披露していたが、本名は誰も知らない。初太郎の芸風は幼少期にこの助六の落語を毎日のように聞かされ続けていた影響が大きく、後に初太郎も「助六」の名を名乗ることになる。
実はかつて、七代目八雲より先に六代目八雲に弟子入りし（初代）有楽亭 助六を名乗っていた元・落語家で、七代目も認めざるを得ない才能の持ち主であったにもかかわらず挫折して落語界から去った。その挫折の真相については七代目が死の直前の病床で菊比古に打ち明けている。落語家としての実力こそ高かったが、それを鼻にかけるなどやや傲慢な一面があり、それが原因で吐き捨てた余計な一言が七代目の不興を買い、自身が有楽亭を追放される切っ掛けを作ってしまった。また、初太郎に落語こそ教えたものの、落語の世界で生きていくための礼儀作法や上下関係など処世術までは教えていなかったようである。そして野垂れ死にする間際に、初太郎に神楽坂の有楽亭に行くように言い残し世を去った。
お千代（おちよ）
声 - 伊藤結衣
演 - 石橋菜津美
寄席の下座見習いをしていた少女で、前座だった菊比古が初めて交際した相手。戦争の激化で菊比古より先に疎開することとなり、短い期間の交際で別れた。

### 『助六再び篇』から登場した人物
信之助（しんのすけ）
声 - 小松未可子（少年時）、小野友樹（青年時/五代目有楽亭菊比古）
演 - 嶺岸煌桜（少年時）、 和田崇太郎（青年時、二代目菊比古）
小夏の長男（実父は不明）。11月23日生まれ。名前の「信」の字は祖父・二代目助六の本名と共通し、髪質も祖父譲りの癖毛。愛嬌があり、寄席の楽屋や周辺地域などの大人たちから可愛がられている。八代目八雲の死後、三代目助六の弟子となり菊比古を襲名している。
城戸 績（きど いさお）
声 - 土師孝也
演 - 中原丈雄
ヤクザ「吉切組」組長。チンピラ時代の強次（三代目助六）のアニキの親分。八代目八雲とは独身時代から懇意にしていた。
過去に小夏と関係を持ったとみられており、三代目助六は信之助の血縁上の父が彼だと考えている。最終回の時点で小夏の口から既に故人である事が明らかになっている。
小雪（こゆき）
声 - 朝井彩加
演 - 高橋奈々
最終回のみ登場。三代目助六（九代目八雲）と小夏の娘で、信之助の異父妹。八代目八雲の落語に対しては全く興味を示さず、父の落語が好み。容姿は母親似だが、あっけらかんとした性格は父親譲り。落語家の両親と兄を持ちながらも、本人は噺家になる気はないようで、落語を聞く事に楽しみを見出している。

## 書誌情報
- 雲田はるこ『昭和元禄落語心中』 講談社〈KCx ITAN〉、全10巻
  1. 2011年7月7日発売[19][20]、ISBN 978-4-06-380514-7
  2. 2012年1月6日発売[21][22]、ISBN 978-4-06-380554-3
  3. 2012年10月5日発売[23][24]、ISBN 978-4-06-380592-5
  4. 2013年6月7日発売[25][26]、ISBN 978-4-06-380631-1
    - （「有楽亭八雲」名入り本格注染手ぬぐい付き 特装版）同日発売[25]、ISBN 978-4-06-358440-0

  5. 2014年2月7日発売[27]、ISBN 978-4-06-380708-0
  6. 2014年8月7日発売[28][29]、ISBN 978-4-06-380752-3
  7. 2015年3月6日発売[30][31]、ISBN 978-4-06-380752-3
    - （DVD付き 特装版）同日発売[30][32]、ISBN 978-4-06-358742-5

  8. 2015年8月7日発売[33][34]、ISBN 978-4-06-380788-2
    - （DVD付き 特装版）同日発売[33][35]、ISBN 978-4-06-358744-9

  9. 2016年2月5日発売[36][37]、ISBN 978-4-06-380832-2
  10. 2016年9月7日発売[38][39]、ISBN 978-4-06-380876-6
    - （特装版）同日発売[38][40]、ISBN 978-4-06-362340-6
- 雲田はるこ・監修：ITAN編集部 『昭和元禄落語心中 アニメ公式ガイドブック』 講談社〈KCデラックス BE LOVE〉、2015年12月11日発売[41]、ISBN 978-4-06-377392-7
- 雲田はるこ『昭和元禄落語心中 新装版』 講談社〈BE LOVE KC〉、既刊5巻（2025年4月11日現在）
  1. 2025年2月13日発売[42][43]、ISBN 978-4-06-538335-3
  2. 2025年2月13日発売[42][44]、ISBN 978-4-06-538336-0
  3. 2025年3月13日発売[45]、ISBN 978-4-06-538337-7
  4. 2025年3月13日発売[46]、ISBN 978-4-06-538338-4
  5. 2025年4月11日発売[47]、ISBN 978-4-06-538339-1

## アニメ
2015年3月発売の単行本第7巻と同年8月発売の第8巻にOVA収録のDVDが付く特装版が発売。全2巻で「与太郎放浪篇」がアニメ化された。
テレビシリーズは第1期が2016年1月から4月までMBSほか『アニメイズム』B2枠にて放送された。第1話はOVAにあたる「与太郎放浪篇」をテレビ放映向けに再編集した1時間編として放送し、第2話以降は「八雲と助六篇」を放送した。
第2期「助六再び篇」は『昭和元禄落語心中 -助六再び篇-』（しょうわげんろくらくごしんじゅう すけろくふたたびへん）と題して、2017年1月から3月まで第1期と同枠にて放送された。ただし、CBCはネット局から離脱している。
本作のメインキャストは、指定された落語を3分間に抜粋し、その音源を提出するという内容のオーディションにより選抜された（ただし与太郎役の関のみオーディションを経ずに採用された）。

### スタッフ（アニメ）
特記なき場合はOVA・TVアニメ第1期・第2期共通。
- 原作 - 雲田はるこ『昭和元禄落語心中』（講談社『ITAN』連載）
- 監督 - 畠山守
- 落語監修 - 林家しん平
- シリーズ構成 - 熊谷純
- キャラクターデザイン - 細居美恵子
- プロップ作画監督 - 石川洋一（OVA其ノ一、TV第1期・第2話 - ）、澤村亨（TV第2期）
- デザインワークス - 秋庭映美、大和田彩乃（TV第1期）
- 美術監督・美術設定 - 黛昌樹
- 色彩設定 - 佐野ひとみ
- 撮影監督 - 浜尾繁光（OVA・TV第1期）→越山麻彦（TV第2期）
- 3DCG監督 - 樋本悠貴
- 編集 - 松原理恵
- 音響監督 - 辻谷耕史
- 音楽 - 澁江夏奈
- 音楽制作 - スターチャイルドレコード（OVA・TV第1期）、キングレコード（TV第2期）
- プロデューサー - 折橋洋一（OVA）、矢田晶子・山崎慶彦・亀井博司（TV）
- アニメーションプロデューサー - 浦崎宣光
- アニメーション制作 - スタジオディーン
- 製作 - 昭和元禄落語心中OAD製作委員会（OVA）、落語心中協会（TV）

### 主題歌
TV第1期
オープニングテーマ「薄ら氷心中」（第3話 - 第10話、第13話）
作詞・作曲・編曲 - 椎名林檎 / 木管編曲 - 村田陽一 / 歌 - 林原めぐみ
第1話はエンディングテーマとして使用。
エンディングテーマ「かは、たれどき」
作曲・編曲 - 澁江夏奈

TV第2期
オープニングテーマ「今際の死神」（第2話、第4話 - 第10話）
作詞・作曲 - 椎名林檎 / 編曲 - 斎藤ネコ / 歌 - 林原めぐみ
エンディングテーマ「ひこばゆる」（第4話 - 第10話）
作曲・編曲 - 澁江夏奈

### 各話リスト
| 話数   | 脚本   | 絵コンテ | 演出     | 作画監督          | 総作画監督        |
| ------ | ------ | -------- | -------- | ----------------- | ----------------- |
| 其ノ一 | 熊谷純 | 畠山守   | 赤城博昭 | 浅井昭人 森本浩文 | 石井明治 森本浩文 |
| 其ノニ | 熊谷純 | 畠山守   | 竹下健一 | 石川洋一 木村友美 | 中嶋敦子          |

| 話数                  | 脚本                  | 絵コンテ              | 演出                  | 作画監督                                                         | 総作画監督                 | 初放送日              |                       |                       |                       |                       |                       |                       |                       |                       |                       |                       |                       |                       |                       |                       |                       |                       |                       |                       |
| 第1期「与太郎放浪篇」 | 第1期「与太郎放浪篇」 | 第1期「与太郎放浪篇」 | 第1期「与太郎放浪篇」 | 第1期「与太郎放浪篇」                                            | 第1期「与太郎放浪篇」      | 第1期「与太郎放浪篇」 | 第1期「与太郎放浪篇」 | 第1期「与太郎放浪篇」 | 第1期「与太郎放浪篇」 | 第1期「与太郎放浪篇」 | 第1期「与太郎放浪篇」 | 第1期「与太郎放浪篇」 | 第1期「与太郎放浪篇」 | 第1期「与太郎放浪篇」 | 第1期「与太郎放浪篇」 | 第1期「与太郎放浪篇」 | 第1期「与太郎放浪篇」 | 第1期「与太郎放浪篇」 | 第1期「与太郎放浪篇」 | 第1期「与太郎放浪篇」 | 第1期「与太郎放浪篇」 | 第1期「与太郎放浪篇」 | 第1期「与太郎放浪篇」 | 第1期「与太郎放浪篇」 |
| --------------------- | --------------------- | --------------------- | --------------------- | ---------------------------------------------------------------- | -------------------------- | --------------------- | --------------------- | --------------------- | --------------------- | --------------------- | --------------------- | --------------------- | --------------------- | --------------------- | --------------------- | --------------------- | --------------------- | --------------------- | --------------------- | --------------------- | --------------------- | --------------------- | --------------------- | --------------------- |
| 第一話                | 熊谷純                | 畠山守                | 赤城博昭 竹下健一     | 浅井昭人 森本浩文 石川洋一 木村友美                              | 石井明治 森本浩文 中嶋敦子 | 2016年 1月9日         |                       |                       |                       |                       |                       |                       |                       |                       |                       |                       |                       |                       |                       |                       |                       |                       |                       |                       |
| 第1期「八雲と助六篇」 |                       |                       |                       |                                                                  |                            |                       |                       |                       |                       |                       |                       |                       |                       |                       |                       |                       |                       |                       |                       |                       |                       |                       |                       |                       |
| 第二話                | 熊谷純                | 畠山守                | 久保太郎              | 加藤万由子 松尾亜希子                                            | 森本浩文                   | 1月16日               |                       |                       |                       |                       |                       |                       |                       |                       |                       |                       |                       |                       |                       |                       |                       |                       |                       |                       |
| 第三話                | 熊谷純                | 望月智充              | 村田尚樹              | 中島美子 ウクレレ善似郎                                          | 中嶋敦子                   | 1月23日               |                       |                       |                       |                       |                       |                       |                       |                       |                       |                       |                       |                       |                       |                       |                       |                       |                       |                       |
| 第四話                | 中西やすひろ          | 田頭しのぶ            | 上野史博              | 小林ゆかり                                                       | 森本浩文                   | 1月30日               |                       |                       |                       |                       |                       |                       |                       |                       |                       |                       |                       |                       |                       |                       |                       |                       |                       |                       |
| 第五話                | 待田堂子              | 名村英敏              | 牧野友映              | 佐藤このみ 桜井正明 松尾亜希子 森本浩文                          | 中嶋敦子                   | 2月6日                |                       |                       |                       |                       |                       |                       |                       |                       |                       |                       |                       |                       |                       |                       |                       |                       |                       |                       |
| 第六話                | 柿原優子              | 中山奈緒美            | 村田尚樹              | 木村友美 小島絵美                                                | 森本浩文                   | 2月13日               |                       |                       |                       |                       |                       |                       |                       |                       |                       |                       |                       |                       |                       |                       |                       |                       |                       |                       |
| 第七話                | 中西やすひろ          | 望月智充              | 久保太郎              | 松尾亜希子 加藤万由子 名村英敏 佐藤このみ                        | 中嶋敦子 石井明治 森本浩文 | 2月20日               |                       |                       |                       |                       |                       |                       |                       |                       |                       |                       |                       |                       |                       |                       |                       |                       |                       |                       |
| 第八話                | 待田堂子              | 田頭しのぶ            | 浅利藤彰 村田尚樹     | 石川洋一 ウクレレ善似郎 中島美子                                 | 森本浩文                   | 2月27日               |                       |                       |                       |                       |                       |                       |                       |                       |                       |                       |                       |                       |                       |                       |                       |                       |                       |                       |
| 第九話                | 熊谷純                | 木村延景              | 木村延景              | 森本浩文 佐藤このみ 藤田正幸                                     | 中嶋敦子                   | 3月5日                |                       |                       |                       |                       |                       |                       |                       |                       |                       |                       |                       |                       |                       |                       |                       |                       |                       |                       |
| 第十話                | 柿原優子              | 名村英敏              | 中村近世              | 小林ゆかり                                                       | 森本浩文                   | 3月12日               |                       |                       |                       |                       |                       |                       |                       |                       |                       |                       |                       |                       |                       |                       |                       |                       |                       |                       |
| 第十一話              | 中西やすひろ          | 園田雅裕              | 園田雅裕 村田尚樹     | 木村友美 石川洋一 森本浩文                                       | 中嶋敦子                   | 3月19日               |                       |                       |                       |                       |                       |                       |                       |                       |                       |                       |                       |                       |                       |                       |                       |                       |                       |                       |
| 第十二話              | 熊谷純                | あべたつや            | あべたつや            | 松尾亜希子 石井明治 森本浩文 木村友美 中島美子                   | 森本浩文                   | 3月26日               |                       |                       |                       |                       |                       |                       |                       |                       |                       |                       |                       |                       |                       |                       |                       |                       |                       |                       |
| 第十三話              | 熊谷純                | 畠山守                | 久保太郎 浅利藤彰     | 森本浩文 木村友美 佐藤このみ ウクレレ善似郎                      | 中嶋敦子                   | 4月2日                |                       |                       |                       |                       |                       |                       |                       |                       |                       |                       |                       |                       |                       |                       |                       |                       |                       |                       |
| 第2期「助六再び篇」   |                       |                       |                       |                                                                  |                            |                       |                       |                       |                       |                       |                       |                       |                       |                       |                       |                       |                       |                       |                       |                       |                       |                       |                       |                       |
| 第一話                | 熊谷純                | 畠山守                | 久保太郎              | 森本浩文 ウクレレ善似郎 木村友美                                 | 中嶋敦子                   | 2017年 1月7日         |                       |                       |                       |                       |                       |                       |                       |                       |                       |                       |                       |                       |                       |                       |                       |                       |                       |                       |
| 第二話                | 中西やすひろ          | 畠山守                | 安藤貴史              | 森本浩文 中山由美 加藤真由子                                     | 木村友美                   | 1月14日               |                       |                       |                       |                       |                       |                       |                       |                       |                       |                       |                       |                       |                       |                       |                       |                       |                       |                       |
| 第三話                | 待田堂子              | 畠山守                | ボブ白旗              | 中島美子 伊藤智子 本多みゆき                                     | 中嶋敦子                   | 1月21日               |                       |                       |                       |                       |                       |                       |                       |                       |                       |                       |                       |                       |                       |                       |                       |                       |                       |                       |
| 第四話                | 熊谷純                | 畠山守                | 清水一伸              | 宮田瑠美 酒井啓史 木村友美                                       | 木村友美                   | 1月28日               |                       |                       |                       |                       |                       |                       |                       |                       |                       |                       |                       |                       |                       |                       |                       |                       |                       |                       |
| 第五話                | 熊谷純                | 畠山守                | 畠山守                | まい。 森本浩文                                                  | 中嶋敦子                   | 2月4日                |                       |                       |                       |                       |                       |                       |                       |                       |                       |                       |                       |                       |                       |                       |                       |                       |                       |                       |
| 第六話                | 中西やすひろ          | わたなべひろし        | わたなべひろし        | 伊藤智子 中島美子 伊藤浩 川添亜希子                              | 木村友美                   | 2月11日               |                       |                       |                       |                       |                       |                       |                       |                       |                       |                       |                       |                       |                       |                       |                       |                       |                       |                       |
| 第七話                | 待田堂子              | 畠山守                | 安藤貴史              | 飯田遥 徳丸めぐみ 森本浩文 本多みゆき 岡田雅人                   | 中嶋敦子                   | 2月18日               |                       |                       |                       |                       |                       |                       |                       |                       |                       |                       |                       |                       |                       |                       |                       |                       |                       |                       |
| 第八話                | 柿原優子              | 畠山守                | 久保山英一            | 坂由加里 吉田徹 都築裕佳子 大河原晴男                            | 木村友美                   | 2月25日               |                       |                       |                       |                       |                       |                       |                       |                       |                       |                       |                       |                       |                       |                       |                       |                       |                       |                       |
| 第九話                | 中西やすひろ          | 中村近世              | 安部佑二郞            | 細田沙織 簾畑由美 徳丸めぐみ 中山由美                            | 中嶋敦子                   | 3月4日                |                       |                       |                       |                       |                       |                       |                       |                       |                       |                       |                       |                       |                       |                       |                       |                       |                       |                       |
| 第十話                | 待田堂子              | ユキヒロマツシタ      | 阿部雅司              | 清水勝祐 森本浩文 小田真弓 簾畑由美 伊藤智子                     | 木村友美                   | 3月11日               |                       |                       |                       |                       |                       |                       |                       |                       |                       |                       |                       |                       |                       |                       |                       |                       |                       |                       |
| 第十一話              | 柿原優子              | 木村延景              | 木村延景              | 森本浩文 まい。 川添亜希子 中山由美 細田沙織 大塚八愛 簾畑由美   | 中嶋敦子                   | 3月18日               |                       |                       |                       |                       |                       |                       |                       |                       |                       |                       |                       |                       |                       |                       |                       |                       |                       |                       |
| 第十二話              | 熊谷純                | 畠山守                | 久保太郎              | 森本浩文 小田真弓 木村友美 中島美子 野口莉英子 清水勝祐 臼井篤史 | 中嶋敦子 木村友美          | 3月25日               |                       |                       |                       |                       |                       |                       |                       |                       |                       |                       |                       |                       |                       |                       |                       |                       |                       |                       |

### 放送局
| 放送期間                | 放送時間                     | 放送局    | 対象地域   | 備考                      |
| ----------------------- | ---------------------------- | --------- | ---------- | ------------------------- |
| 2016年1月9日 - 4月2日   | 土曜 2:25 - 2:55（金曜深夜） | TBSテレビ | 関東広域圏 |                           |
|                         | 土曜 2:40 - 3:10（金曜深夜） | 毎日放送  | 近畿広域圏 | 製作局                    |
|                         | 土曜 3:13 - 3:43（金曜深夜） | CBCテレビ | 中京広域圏 |                           |
| 2016年1月10日 - 4月3日  | 日曜 0:30 - 1:00（土曜深夜） | BS-TBS    | 日本全域   | BS放送                    |
| 2016年1月20日 - 4月13日 | 水曜 21:30 - 22:00           | AT-X      | 日本全域   | CS放送 / リピート放送あり |

| 配信期間                                                         | 配信時間                                          | 配信サイト             | 備考                              |
| ---------------------------------------------------------------- | ------------------------------------------------- | ---------------------- | --------------------------------- |
| 2016年1月16日 - 4月9日                                           | 日曜 1:00（土曜深夜） 更新                        | Amazonプライム・ビデオ | 第1話が1月7日に先行配信           |
| 2016年12月24日（第1話 - 第6話） 2016年12月25日（第7話 - 第13話） | 土曜 4:00 - （金曜深夜） 日曜 4:00 - （土曜深夜） | AbemaTV・アニメ24ch    | 全13話一挙放送 / リピート放送あり |
| 2016年12月26日                                                   | 月曜 17:00 - 23:06                                | ニコニコ生放送         | 全13話一挙放送                    |

| 放送期間               | 放送時間                     | 放送局    | 対象地域   | 備考                      |
| ---------------------- | ---------------------------- | --------- | ---------- | ------------------------- |
| 2017年1月7日 - 3月25日 | 土曜 2:25 - 2:55（金曜深夜） | TBSテレビ | 関東広域圏 | 字幕放送                  |
|                        | 土曜 2:40 - 3:10（金曜深夜） | 毎日放送  | 近畿広域圏 | 製作局 / 字幕放送         |
| 2017年1月8日 - 3月26日 | 日曜 0:30 - 1:00（土曜深夜） | BS-TBS    | 日本全域   | BS放送                    |
|                        | 日曜 20:30 - 21:00           | AT-X      | 日本全域   | CS放送 / リピート放送あり |

| 配信期間       | 配信時間  | 配信サイト             | 備考           |
| -------------- | --------- | ---------------------- | -------------- |
| 2017年1月7日 - | 土曜 更新 | Amazonプライム・ビデオ | 最新話独占配信 |

### BD / DVD
| 巻 | 発売日        | 収録話                          | 規格品番   | 規格品番 | 規格品番   |
| 巻 | 発売日        | 収録話                          | BD限定版   | BD通常版 | DVD限定版  |
| -- | ------------- | ------------------------------- | ---------- | -------- | ---------- |
| 1  | 2016年2月24日 | 第1話（ディレクターズカット版） | KIXA-90617 | KIXA-617 | KIBA-92265 |
| 2  | 2016年3月23日 | 第2話 - 第3話                   | KIXA-90618 | KIXA-618 | KIBA-92266 |
| 3  | 2016年4月27日 | 第4話 - 第5話                   | KIXA-90619 | KIXA-619 | KIBA-92267 |
| 4  | 2016年5月25日 | 第6話 - 第7話                   | KIXA-90620 | KIXA-620 | KIBA-92268 |
| 5  | 2016年6月22日 | 第8話 - 第9話                   | KIXA-90621 | KIXA-621 | KIBA-92269 |
| 6  | 2016年7月27日 | 第10話 - 第11話                 | KIXA-90622 | KIXA-622 | KIBA-92270 |
| 7  | 2016年8月24日 | 第12話 - 第13話                 | KIXA-90623 | KIXA-623 | KIBA-92271 |

| 毎日放送 アニメイズム B2                | 毎日放送 アニメイズム B2                          | 毎日放送 アニメイズム B2                    |
| 前番組                                  | 番組名                                            | 次番組                                      |
| --------------------------------------- | ------------------------------------------------- | ------------------------------------------- |
| 蒼穹のファフナー EXODUS （第2クール）   | 昭和元禄落語心中 （2016年1月 - 3月）              | マギ シンドバッドの冒険 （2016年4月 - 6月） |
| 亜人（第2クール） （2016年10月 - 12月） | 昭和元禄落語心中 -助六再び編- （2017年1月 - 3月） | ベルセルク（次篇） （2017年4月 - 6月）      |

## テレビドラマ
NHK総合「ドラマ10」にて、2018年10月12日から12月14日まで放送された。連続10回。主演は岡田将生。大筋は原作に準拠しているが、樋口が登場しないことや、萬月やお栄のキャラクターおよび立ち位置の改変、みよ吉の性格や死の真相、菊比古と助六・与太郎の年齢、エピソードの前後関係など随所に大幅なアレンジが加えられており、その結果、徴兵年齢を過ぎているにもかかわらず助六が入営していないなど、いくつかの部分で時代背景との齟齬が発生している。

### キャスト
- 八代目 有楽亭八雲（菊比古）- 大西利空（子役）→ 岡田将生
- 有楽亭与太郎（三代目 助六 / 九代目 八雲）- 竜星涼
- 小夏 - 成海璃子
- みよ吉 - 大政絢
- 二代目 有楽亭助六（初太郎）- 南出凌嘉（子役）→ 山崎育三郎
- 七代目 有楽亭八雲 - 平田満
- 組長 - 中原丈雄（第7、第8話）
- 松田 - 篠井英介
- お栄 - 酒井美紀
- 円屋萬月 - 川久保拓司
- 木村屋彦兵衛 - 柳家喬太郎
- 協会会長 - 辻萬長
- 兄貴 - 永岡佑
- 席亭 - 俵木藤汰
- 七代目の妻 - 重田千穂子
- アマケン - 夙川アトム
- イネ - 宍戸美和公
- アキコ - しるさ
- 円屋萬歳 - 平泉成（第1話）
- お千代 - 石橋菜津美（第2話）
- 文鳥師匠[注 14] - 及川いぞう（第3話）
- 信之助（二代目菊比古） - 嶺岸煌桜（子役。第9、最終話）→ 和田崇太郎（最終話）
- 小雪 - 高橋奈々（最終話）

### スタッフ（テレビドラマ）
- 原作 - 雲田はるこ『昭和元禄落語心中』
- 脚本 - 羽原大介
- 音楽 - 村松崇継
- 主題歌 - ゆず「マボロシ」[59]
- 落語監修 - 柳家喬太郎
- 制作統括 - 藤尾隆（テレパック）、小林大児（NHKエンタープライズ）、出水有三（NHK）
- 演出 - タナダユキ、清弘誠、小林達夫

### 放送日程
| 放送回 | 放送日   | サブタイトル | ラテ欄                                                                                          | 演出       |
| ------ | -------- | ------------ | ----------------------------------------------------------------------------------------------- | ---------- |
| 第1回  | 10月12日 | 約束         | 芸の絆に結ばれた者たちの物語が始まる! 岡田将生が落語の名人を演じる、親友の死をめぐるミステリー! | タナダユキ |
| 第2回  | 10月19日 | 助六         | 若き落語家ふたりの友情の物語が開幕!                                                             | タナダユキ |
| 第3回  | 10月26日 | 迷路         | 運命の恋の始まり! 友との競争が激化!                                                             | 小林達夫   |
| 第4回  | 11月02日 | 破門         | 落語と恋のどちらを選ぶ? 究極の選択!                                                             | 清弘誠     |
| 第5回  | 11月09日 | 決別         | 友との別れ、隠された秘密が暴かれる!                                                             | 清弘誠     |
| 第6回  | 11月16日 | 心中         | 友の死の真相! 悲劇の夜の幕が上がる!                                                             | タナダユキ |
| 第7回  | 11月23日 | 昇進         | 新章開幕! 友の死から歳月を経ても、因縁は続く!                                                   | 小林達夫   |
| 第8回  | 11月30日 | 誕生         | 授かった命をめぐる葛藤! 想いを繋ぐ最後の稽古                                                    | 清弘誠     |
| 第9回  | 12月07日 | 秘密         | しのびよるあの夜の記憶! 真実の扉が開かれる                                                      | 清弘誠     |
| 最終回 | 12月14日 | 八雲         | 暴かれる友の死の真相! 八雲の魂は受け継がれてゆく                                                | タナダユキ |

- 第1話は、22時 - 23時10分の25分拡大放送。

### 動画配信（NHKオンデマンド以外）
- FODプレミアム - 2020年10月より配信[63]。

| NHK総合 ドラマ10                           | NHK総合 ドラマ10                               | NHK総合 ドラマ10                          |
| 前番組                                     | 番組名                                         | 次番組                                    |
| ------------------------------------------ | ---------------------------------------------- | ----------------------------------------- |
| 透明なゆりかご （2018年7月20日 - 9月21日） | 昭和元禄落語心中 （2018年10月12日 - 12月14日） | トクサツガガガ （2019年1月18日 - 3月1日） |

## ミュージカル
- ミュージカル『昭和元禄落語心中』が2025年2月28日から3月22日まで東急シアターオーブ、3月29日から4月7日までフェスティバルホール、4月14日から23日まで福岡市民ホールで上演[64]。脚本・演出は小池修一郎、企画は山崎育三郎、作曲・音楽監督は小澤時史が務める[65][66]。
- 山崎育三郎は、2018年のテレビドラマ版に続き助六を演じる[13]。ドラマに出演した際、寄席に通い稽古をする中で落語とミュージカルの親和性に気づき[67]、自身の中にミュージカル化の構想が生まれたことや[13][67]、日本のオリジナルミュージカルを作りたかったこと[68][69]、研音に所属する3人（山崎・明日海・古川）で一緒にミュージカルを作りたいと話していたことなどがインタビューの中で語られている[13]。

### キャスト（ミュージカル）
- 助六：山崎育三郎
- みよ吉：明日海りお
- 菊比古（八雲）：古川雄大
- 与太郎：黒羽麻璃央
- 師匠（七代目八雲）：中村梅雀
- 小夏：水谷果穂
- 松田：金井勇太